# Heterusia phygothigma
Heterusia phygothigma är en fjärilsart som beskrevs av Louis Beethoven Prout. Heterusia phygothigma ingår i släktet Heterusia och familjen mätare. Inga underarter finns listade i Catalogue of Life.